# Labris (organizacija)
Labris — organizacija za lezbejska ljudska prava je lezbijska i feministička organizacija u Srbiji. Organizacija je osnovana 1995. godine u Beogradu, i najstarija je aktivna srpska organizacija koja se bavi LGBT pravima i, posebno, lezbijskim pravima.

## Istorija grupe
Prva gej i lezbijska organizacija u Srbiji osnovana je 1991. godine u Beogradu, pod nazivom Arkadija. Među gejevima i lezbijkama koje su osnovale Arkadiju našli su se i Dejan Nebrigić i Lepa Mlađenović.
Grupa beogradskih lezbijki je 1995. osnovala Labris, grupu za lezbijska ljudska prava. Kasnije je mnogo činjeno na tome da se mreža razgrana i programi organizuju za članice u celoj Srbiji -- prvo izvan Beograda, a kasnije i izvan Novog Sada i Niša, koji su s vremenom takođe dobili svoje organizacije -- kao i da se sarađuje sa sličnim organizacijama pre svega sa teritorije bivše SFRJ a onda i šire u regionu i svetu.
U prvim godinama samostalnog delovanja, Labris je koristio prostorije Centra za ženske studije i još jedne ženske organizacije. U zasebni prostor Labris je prvi put prešao 2001. godine, i od tada je uz nekoliko promena lokacije uvek imao kancelariju u centru grada, što je od vitalnog značaja za realizaciju širokog dijapazona aktivnosti.

## Misija i ciljevi
Kao svoju misiju Labris navodi da je to organizacija koja smatra pravo na različito seksualnu orijentaciju jednim od osnovnih ljudskih prava i radi na eliminaciji svih vrsta nasilja i diskriminacije nad lezbijkama i ženama drugačije seksualne orijentacije od heteroseksualne.
Kao svoje ciljeve, organizacija navodi sledeće:
1. da LGBT organizacije u saradnji sa HR NVO treba fokusirano da se zalažu za ostvarenje jednakopravnosti LGBT osoba i primenu postojećih zakonskih propisa koji štite LGBT ljudska prava;
2. da uveća vidljivost LGBT tema i osoba u javnosti te da njihova prezentacija bude afirmativna;
3. da intenzivira komunikaciju i saradnju nevladinih LGBT i HR organizacija i institucija koje pružaju pravnu podršku i zaštitu LGBT osobama u slučajevima nasilja i diskriminacije;
4. da radi na osiguravanju adekvatna podrška lezbijkama za prihvatanje sopstvenog identiteta;
5. da radi na to tome da u institucijama postoje i da su dostupni LGBT populaciji edukovani i senzibilisani profesionalci/ke o LGBT temama i homofobiji/transfobiji;
6. da pokrene dijalog o načinu obrađivanja informacija o homoseksualnosti unutar formalnog školskog sistema.

## Publikacije
Labris od svog osnivanja objavljuje lezbijski časopis Labris novine, koje izlazi dva puta godišnje. Osim časopisa, Labris je u okviru svoje izdavačke delatnosti objavio i veći broj knjiga, brošura i drugih publikacija:
- Treći glas — Coming out i lezbejke u Srbiji, (2009), Autorka:Sunčica Vučaj, Uredila:Radenka Grubačić
- Labris Čitanka: Od A do Š o lezbejskim i gej ljudskim pravima (2009), uredila: Marija Savić, autorke i autori: Diana Miladinović, Dragana Vučković, Goran Miletić, Jelena Anđelovski, Marija Savić, Miodrag Kojadinović, Snježana Milivojević, Svenka Savić, Zorica Mršević
- Zaštita LGBT prava u Srbiji – Pravna brošura (2009), uredila: Diana Miladinović
- Ljubav, u stvari (2008), Ljiljana Živković
- Istopolna orijentacija u fakultetskim udžbenicima i literaturi (2006), Ivana Čvorović, Ljiljana Živković
- Pravo na lezbejsku egzistenciju u Srbiji (brošura, 2006), Dušica Popadić
- Lične priče lezbejki o coming out-u (2006), Sunčica Vučaj
- Istraživanje o nasilju nad LGBTTIQ populacijom u Srbiji (2006) — Istraživanje Labrisa i Lambde
- Labris Čitanka 2006. Od A do Š o lezbejskim i gej ljudskim pravima (2006), uredila: Ljiljana Živković, autori/ke: Dragana Vučković, Goran Miletić, Jelena Anđelovski, Miodrag Kojadinović, Snježana Milivojević, Svenka Savić, Zorica Mršević
- Petnaest godina lezbejskog i gej aktivizma u Srbiji i Crnoj Gori (2005), uredila: Ljiljana Živković
- Labris Čitanka 2005 (2005), autorke i autori: Dragana Vučković, Lepa Mlađenović, Miodrag Kojadinović, Snježana MIlivojević, Svenka Savić, Zorica Mršević
- Žene na ribarskom ostrvu (2002), Štefa Markunova
- Namenjeno mladim LGB osobama (brošura, 2002)
- Namenjeno roditeljima čija su deca LGB (brošura, 2002)
- Sigurniji lezbejski seks (brošura, 2002)
- Očajnički tražeći sestrinstvo (2001)
- Žene komete (1996), Štefa Markunova
- Ravnodušni šumarak (1995), Ljiljana Živković
- Žene u mreži (1995), Štefa Markunova

## Spoljašnje veze
- Zvanični veb-sajt
- Labris na sajtu
- Labris na sajtu